# Lymanopoda
Lymanopoda es un género de mariposas de la familia Nymphalidae. Fue descrita originalmente por Westwood en 1851.
El género es monofilético y cuenta con varias sinapomorfías morfológicas, entre ellas la posición de los ocelos en las alas posteriores, y características genitales de machos y hembras. Para el 2004 se reconocían al menos 66 especies, a las que hay que añadirle varios taxones nuevos descritos en los últimos años.
Según análisis filogenéticos basados en genes mitocondriales y nucleares, Lymanopoda divergió de su clado hermano (Ianussiusa) hace unos 22 a 27 millones de años, y se pueden distinguir seis grupos o clados:
|  | clado affineola |
|  |                 |
|  | clado obsoleta  |
|  |                 |

|  | \| \| clado araneola \| \| \| \| \| \| clado excisa \| \| \| \| |
|  |                                                                 |
|  | clado caracara                                                  |
|  |                                                                 |
|  | clado araneola                                                  |
|  |                                                                 |
|  | clado excisa                                                    |
|  |                                                                 |

|  | clado araneola |
|  |                |
|  | clado excisa   |
|  |                |

|  | clado affineola |
|  |                 |
|  | clado obsoleta  |
|  |                 |

|  | \| \| clado araneola \| \| \| \| \| \| clado excisa \| \| \| \| |
|  |                                                                 |
|  | clado caracara                                                  |
|  |                                                                 |
|  | clado araneola                                                  |
|  |                                                                 |
|  | clado excisa                                                    |
|  |                                                                 |

|  | clado araneola |
|  |                |
|  | clado excisa   |
|  |                |

|  | clado affineola |
|  |                 |
|  | clado obsoleta  |
|  |                 |

|  | \| \| clado araneola \| \| \| \| \| \| clado excisa \| \| \| \| |
|  |                                                                 |
|  | clado caracara                                                  |
|  |                                                                 |
|  | clado araneola                                                  |
|  |                                                                 |
|  | clado excisa                                                    |
|  |                                                                 |

|  | clado araneola |
|  |                |
|  | clado excisa   |
|  |                |

|  | clado affineola |
|  |                 |
|  | clado obsoleta  |
|  |                 |

|  | \| \| clado araneola \| \| \| \| \| \| clado excisa \| \| \| \| |
|  |                                                                 |
|  | clado caracara                                                  |
|  |                                                                 |
|  | clado araneola                                                  |
|  |                                                                 |
|  | clado excisa                                                    |
|  |                                                                 |

|  | clado araneola |
|  |                |
|  | clado excisa   |
|  |                |

|  | clado affineola |
|  |                 |
|  | clado obsoleta  |
|  |                 |

|  | \| \| clado araneola \| \| \| \| \| \| clado excisa \| \| \| \| |
|  |                                                                 |
|  | clado caracara                                                  |
|  |                                                                 |
|  | clado araneola                                                  |
|  |                                                                 |
|  | clado excisa                                                    |
|  |                                                                 |

|  | clado araneola |
|  |                |
|  | clado excisa   |
|  |                |

|  | clado affineola |
|  |                 |
|  | clado obsoleta  |
|  |                 |

|  | \| \| clado araneola \| \| \| \| \| \| clado excisa \| \| \| \| |
|  |                                                                 |
|  | clado caracara                                                  |
|  |                                                                 |
|  | clado araneola                                                  |
|  |                                                                 |
|  | clado excisa                                                    |
|  |                                                                 |

|  | clado araneola |
|  |                |
|  | clado excisa   |
|  |                |

|  | clado affineola |
|  |                 |
|  | clado obsoleta  |
|  |                 |

|  | \| \| clado araneola \| \| \| \| \| \| clado excisa \| \| \| \| |
|  |                                                                 |
|  | clado caracara                                                  |
|  |                                                                 |
|  | clado araneola                                                  |
|  |                                                                 |
|  | clado excisa                                                    |
|  |                                                                 |

|  | clado araneola |
|  |                |
|  | clado excisa   |
|  |                |

|  | clado affineola |
|  |                 |
|  | clado obsoleta  |
|  |                 |

|  | \| \| clado araneola \| \| \| \| \| \| clado excisa \| \| \| \| |
|  |                                                                 |
|  | clado caracara                                                  |
|  |                                                                 |
|  | clado araneola                                                  |
|  |                                                                 |
|  | clado excisa                                                    |
|  |                                                                 |

|  | clado araneola |
|  |                |
|  | clado excisa   |
|  |                |

|  | clado affineola |
|  |                 |
|  | clado obsoleta  |
|  |                 |

|  | \| \| clado araneola \| \| \| \| \| \| clado excisa \| \| \| \| |
|  |                                                                 |
|  | clado caracara                                                  |
|  |                                                                 |
|  | clado araneola                                                  |
|  |                                                                 |
|  | clado excisa                                                    |
|  |                                                                 |

|  | clado araneola |
|  |                |
|  | clado excisa   |
|  |                |

|  | clado affineola |
|  |                 |
|  | clado obsoleta  |
|  |                 |

|  | \| \| clado araneola \| \| \| \| \| \| clado excisa \| \| \| \| |
|  |                                                                 |
|  | clado caracara                                                  |
|  |                                                                 |
|  | clado araneola                                                  |
|  |                                                                 |
|  | clado excisa                                                    |
|  |                                                                 |

|  | clado araneola |
|  |                |
|  | clado excisa   |
|  |                |

|  | clado affineola |
|  |                 |
|  | clado obsoleta  |
|  |                 |

|  | \| \| clado araneola \| \| \| \| \| \| clado excisa \| \| \| \| |
|  |                                                                 |
|  | clado caracara                                                  |
|  |                                                                 |
|  | clado araneola                                                  |
|  |                                                                 |
|  | clado excisa                                                    |
|  |                                                                 |

|  | clado araneola |
|  |                |
|  | clado excisa   |
|  |                |

|  | clado affineola |
|  |                 |
|  | clado obsoleta  |
|  |                 |

|  | \| \| clado araneola \| \| \| \| \| \| clado excisa \| \| \| \| |
|  |                                                                 |
|  | clado caracara                                                  |
|  |                                                                 |
|  | clado araneola                                                  |
|  |                                                                 |
|  | clado excisa                                                    |
|  |                                                                 |

|  | clado araneola |
|  |                |
|  | clado excisa   |
|  |                |

|  | clado affineola |
|  |                 |
|  | clado obsoleta  |
|  |                 |

|  | \| \| clado araneola \| \| \| \| \| \| clado excisa \| \| \| \| |
|  |                                                                 |
|  | clado caracara                                                  |
|  |                                                                 |
|  | clado araneola                                                  |
|  |                                                                 |
|  | clado excisa                                                    |
|  |                                                                 |

|  | clado araneola |
|  |                |
|  | clado excisa   |
|  |                |

|  | clado affineola |
|  |                 |
|  | clado obsoleta  |
|  |                 |

|  | \| \| clado araneola \| \| \| \| \| \| clado excisa \| \| \| \| |
|  |                                                                 |
|  | clado caracara                                                  |
|  |                                                                 |
|  | clado araneola                                                  |
|  |                                                                 |
|  | clado excisa                                                    |
|  |                                                                 |

|  | clado araneola |
|  |                |
|  | clado excisa   |
|  |                |

|  | clado affineola |
|  |                 |
|  | clado obsoleta  |
|  |                 |

|  | \| \| clado araneola \| \| \| \| \| \| clado excisa \| \| \| \| |
|  |                                                                 |
|  | clado caracara                                                  |
|  |                                                                 |
|  | clado araneola                                                  |
|  |                                                                 |
|  | clado excisa                                                    |
|  |                                                                 |

|  | clado araneola |
|  |                |
|  | clado excisa   |
|  |                |

|  | clado affineola |
|  |                 |
|  | clado obsoleta  |
|  |                 |

|  | \| \| clado araneola \| \| \| \| \| \| clado excisa \| \| \| \| |
|  |                                                                 |
|  | clado caracara                                                  |
|  |                                                                 |
|  | clado araneola                                                  |
|  |                                                                 |
|  | clado excisa                                                    |
|  |                                                                 |

|  | clado araneola |
|  |                |
|  | clado excisa   |
|  |                |

## Mimetismo
Se han reportado varios ejemplos de convergencia entre los patrones de coloración de especies del género Lymanopoda y otras especies de mariposas de la subtribu Pronophilina que vuelan en las mismas localidades. Estas relaciones se han descrito como miméticas, a pesar de que el grado de similitud no es muy refinado.
Las orugas de Lymanopoda se alimentan de varias especies de bambú, principalmente de los géneros andinos Chusquea en el bosque nublado y Swallenchloa en los páramos.

## Especies
Las especies de este género son:
- Lymanopoda acraeida Butler, 1868
- Lymanopoda albocincta Hewitson, 1861
- Lymanopoda albomaculata Hewitson, 1861
- Lymanopoda altaselva Adams & Bernard, 1979
- Lymanopoda altis Weymer, 1890
- Lymanopoda apulia Hopffer, 1874
- Lymanopoda araneola Pyrcz, 2004
- Lymanopoda caeruleata Godman & Salvin, 1880
- Lymanopoda caracara Pyrcz, Willmott & Hall, 1999
- Lymanopoda caucana Weymer, 1911
- Lymanopoda caudalis Rosenberg & Talbot, 1914
- Lymanopoda cinna Godman & Salvin, 1889
- Lymanopoda confusa Brown, 1943
- Lymanopoda dietzi Adams & Bernardi, 1981
- Lymanopoda dyari Pyrcz, 2004
- Lymanopoda eubagioides Butler, 1873
- Lymanopoda euopis Godman & Salvin, 1878
- Lymanopoda excisa Weymer, 1912
- Lymanopoda ferruginosa Butler, 1868
- Lymanopoda galactea Staudinger, 1897
- Lymanopoda hazelana Brown, 1943
- Lymanopoda huilana Weymer, 1890
- Lymanopoda hyagnis Weymer, 1911
- Lymanopoda ichu Pyrcz, Willmott & Hall, 1999
- Lymanopoda inde Pyrcz, 2004
- Lymanopoda ingasayana Pyrcz, 2004
- Lymanopoda ionius Westwood, [1851]
- Lymanopoda labda Hewitson, 1861
- Lymanopoda labineta Hewitson, 1870
- Lymanopoda lactea Hewitson, 1861
- Lymanopoda lebbaea C. & R. Felder, 1867
- Lymanopoda magna Pyrcz, 2004
- Lymanopoda maletera Adams & Bernard, 1979
- Lymanopoda marianna Staudinger, 1897
- Lymanopoda melendeza Adams, 1986
- Lymanopoda melia Weymer, 1912
- Lymanopoda nadia Pyrcz, 1999
- Lymanopoda nevada Krüger, 1924
- Lymanopoda nivea Staudinger, 1888
- Lymanopoda obsoleta (Westwood, [1851])
- Lymanopoda orientalis Viloria & Camacho, 1999
- Lymanopoda panacea (Hewitson, 1869)
- Lymanopoda paramera Adams & Bernard, 1979
- Lymanopoda pieridina Röber, 1927
- Lymanopoda prusia (Heimlich, 1973)
- Lymanopoda rana Weymer, 1912
- Lymanopoda samius Westwood, [1851]
- Lymanopoda schmidti Adams, 1986
- Lymanopoda shefteli Dyar, 1913
- Lymanopoda tolima Weymer, 1911
- Lymanopoda translucida Weymer, 1912
- Lymanopoda venosa Butler, 1868
- Lymanopoda viventieni (Apolinar, 1924)